# 五十嵐悦郎
五十嵐 悦郎（いがらし えつろう、1928年（昭和3年）9月30日 - 2000年（平成12年）1月3日）は、昭和から平成時代の政治家。北海道留萌市長。留萌市名誉市民。

## 経歴
留萌市出身。旧制留萌中学校を経て、明治大学商学部を卒業。
1951年（昭和26年）北海道庁に入り、留萌支庁総務課勤務を経て、1969年（昭和44年）留萌市役所に転じた。企画室長、産業港湾部長、総務部長を経て、1983年（昭和58年）助役に就任。1984年（昭和59年）7月、退任。
留萌商工会議所専務理事を経て、1986年（昭和61年）の留萌市長選に市民党として出馬し、当選。1994年（平成6年）まで2期8年間市長を務めた。